# Fahne und Wappen des Kantons Glarus
Die Fahne und das Wappen des Kantons Glarus stellt den Glaubensboten Fridolin von Säckingen mit goldenem Nimbus, Stab und Buch auf rotem Grund dar.
Das Glarner Wappen ist das einzige der 26 Schweizer Kantone, das einen Menschen abbildet. Die Standesfarben sind Rot, Schwarz, Weiss und Gelb.
Fridolin war der Gründer des Klosters Säckingen, zu dessen Grundherrschaft Glarus bis 1388 gehörte. Seit dem 13. Jahrhundert ist auch eine Legende überliefert, nach der Fridolin selbst in Glarus gewirkt haben soll. Fridolin gilt heute im Kanton Glarus als Schutzpatron vor Erbschleicherei.
Der Ort Glarus führt seit 1939 ein anderes Wappen als der Stand Glarus.

## Blasonierung
Die offizielle Blasonierung des Glarner Wappens lautet seit 1959:
«Das Kantonswappen zeigt in Rot den nach rechts ausschreitenden schwarzgewandeten Glaubensboten Fridolin mit dem dem Beschauer zugewandten barhäuptigen Kopf im Nimbus, in der Rechten den Stab, in der Linken das Buch haltend. Nimbus, Buch, Stab sind golden (gelb), das Gesicht und die Hände sind silbern (weiss).»
Sie ersetzte die Blasonierung von 1941, bei der der Heilige noch Sandalen, eine Kopfbedeckung und eine «Reisetasche oder Bündel» trug: In Rot der heilige Fridolin in schwarzem Pilgergewand und Kopfbedeckung, goldenem Nimbus und goldenen Sandalen, umgehängter Reisetasche oder Bündel, den goldenen Pilgerstab in der Rechten, das rote Evangelienbuch in der Linken haltend. Gesicht, Hände und Füsse sind in natürlichen Farben wiederzugeben.

## Geschichte

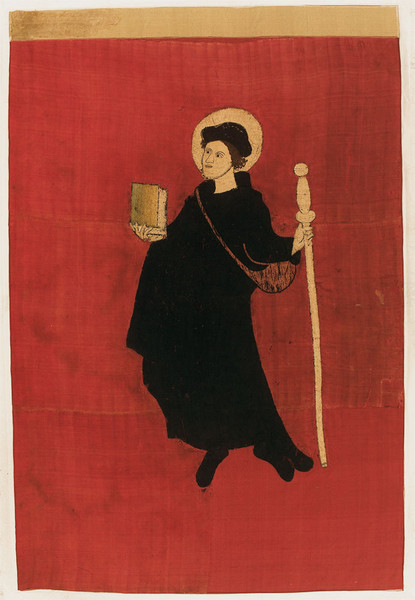
Das Fridolinsbanner von 1388 (möglicherweise handelt es sich um eine jüngere Kopie)

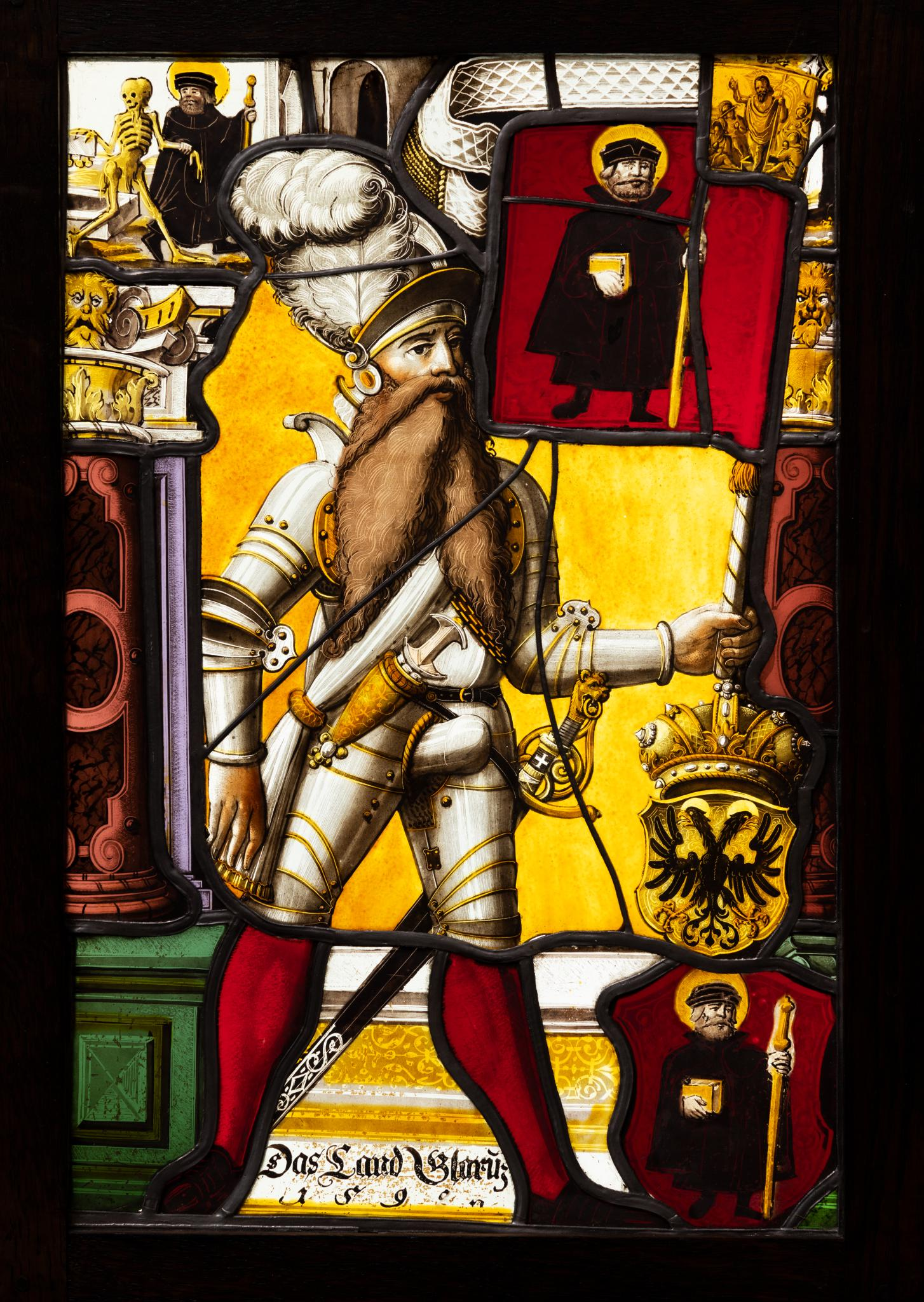
Standesscheibe von 1590

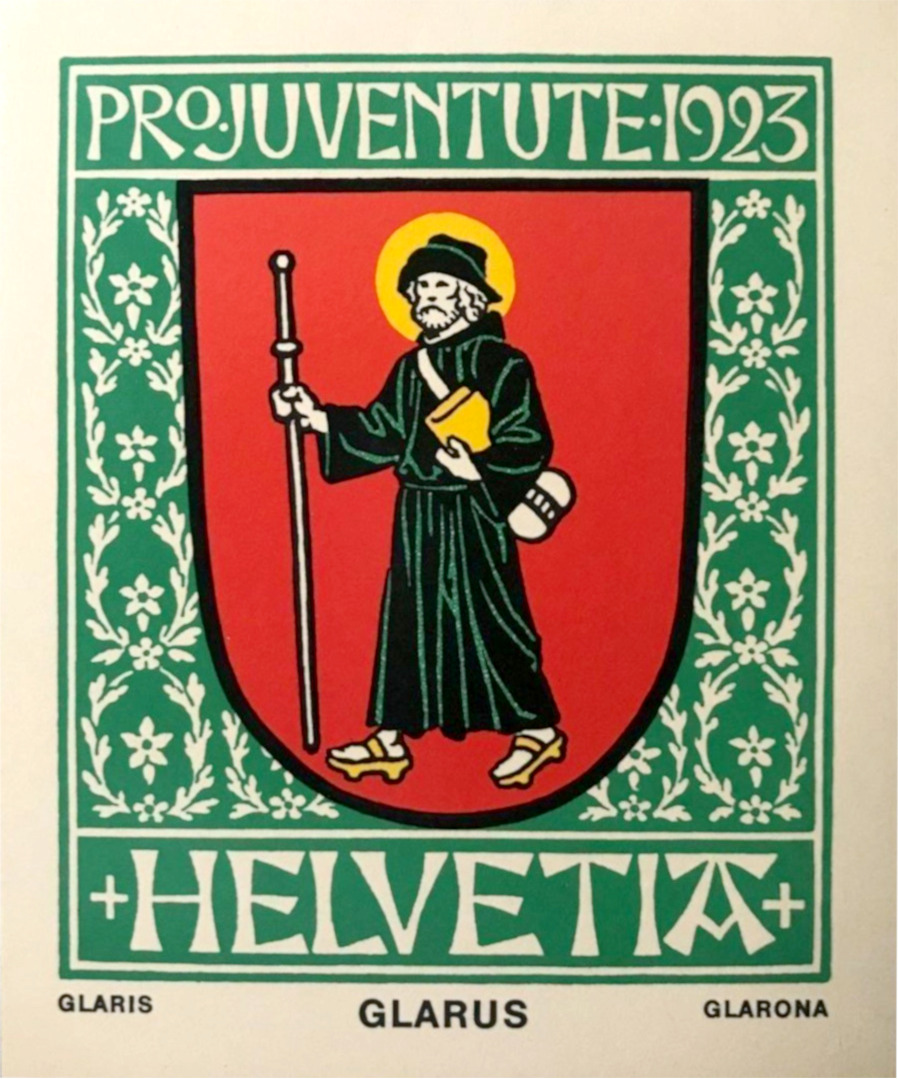
Zeichnung von Rudolf Münger (1923), Vorbild für die Blasonierung von 1941 (geringe Änderung der Tingierung, das Buch wurde nun rot dargestellt, der Pilgerstab golden und die Haut «in natürlichen Farben») und für die Darstellung der Bundeskanzlei (1948)

Das Wappen von Glarus geht zurück auf die Schlacht bei Näfels (1388), wo die Glarner unter einem Fridolins-Banner kämpften, da ihr altes Banner von den Rapperswilern erbeutet worden war.
Im 15. und 16. Jh. benutzten die Glarner dann Fridolins-Banner als Feldzeichen. Bei der Verwendung als Wappenschild konnte die Darstellung des Heiligen beträchtlich variieren, mit oder ohne Evangelienbuch oder Heiligenschein, mit einem Bischofsstab oder mit einem einfachen Pilgerstab.
Diebold Schilling der Ältere zeigt in seiner Darstellung der Schlacht von Murten in der Zürcher Chronik (1480er) das Glarner Banner mit dem Heiligen in Schwarz, nicht unähnlich dem erhaltenen Fridolinsbanner. Die Luzerner Chronik von 1513 zeigt das Banner bei der Schlacht von Nancy in ähnlicher Form, mit zusätzlichem weissem Kreuz als Feldzeichen, bei der Schlacht bei Grandson dagegen mit der Gestalt des Heiligen in weiss.
Die Glarner Banner hatten stets einen weissen Schwenkel, der allerdings auf Fahnentuchlänge abgeschnitten wurde.
Das Juliusbanner von 1512 zeigte Fridolin als Missionsabt in goldener Kutte und mit Hirtenstab und grünem Quersack. Die im Folgejahr angefertigte Gebrauchskopie des Banners kehrte bereits wieder zum schwarzen Gewand zurück.
Das Wappen erhält erst im 17. Jahrhundert eine feste Form, zunächst mit einer Darstellung des Heiligen als Pilger (nicht als Bischof), in weiss.
Johann Siebmacher  (1605) zeigt einen silbernen Pilger im roten Feld, mit Pilgerstab und Pilgerabzeichen an Hut und Mantel, aber ohne Bibel oder Heiligenschein. Jacob August Franckenstein (1724) beschreibt das Wappen als «Schild, im rothen Feld, ein silberner Pilgrim, mit einem güldenen Schein um das Haupt, in der rechten einen güldenen Pilgrims-Stab, und in der linken ein güldenes Buch haltend, wegen des heiligen Friedlins».
Im 19. Jahrhundert wurde der Heilige dann wieder in Schwarz dargestellt, dies wohl im Hinblick auf ein im Freulerpalast in Näfels ausgestelltes Banner, das angeblich mit dem 1388 verwendeten identisch sein soll. So erscheint er in der Bundeshauskuppel (ca. 1900).
In Anlehnung an die Darstellung im Banner wird der Heilige im 19. und frühen 20. Jahrhundert oft mit einem Quersack ausgerüstet, manchmal schreitend, manchmal (wie im Banner) stehend. Den Stab hält er nun meist (entgegen der Darstellung im Banner) in der rechten Hand, das Evangelienbuch in der linken.
Der grüne Quersack des Heiligen, wohl an das Juliusbanner angelehnt, blieb lange erhalten und erscheint auch noch in der Zeichnung von Rudolf Münger in der offiziellen Broschüre «Die Wappen der Schweizerischen Eidgenossenschaft und der Kantone» (1924), obwohl die grüne Farbe oft kritisiert worden war.
1941 legt der Regierungsrat die Form des Wappens erstmals amtlich fest. Der Stab sollte demnach gelb, die Sandalen gelb mit schwarzen Riemen und die Tasche weiss sein. Diese Form des Wappens erschien im Heft
«Glarner Gemeindewappen» von 1941.
Die Bundeskanzlei berücksichtigte diese Farbänderung unter Beibehaltung der Zeichnung von Münger in einer Publikation von 1948 (allerdings wurde dabei die Tasche wohl versehentlich rosa statt weiss gedruckt).
Die heute gültige Blasonierung des Wappens datiert auf 1959.
Gesicht und Hände des Heiligen werden nun neu in heraldischem weiss blasoniert. Neu ist auch die Vorschrift, der Heilige sei barhäuptig, d. h. nun (entgegen der Darstellung im Banner) ohne Hut oder Kapuzenmantel zu zeichnen. Der Bart des Heiligen wird nicht erwähnt, Bart- und Haarfarbe werden aber inzwischen in Schwarz gehalten, ebenso die Schuhe, sodass das ganze Wappen nur noch die vier Farben Weiss (Silbern), Gelb (Golden), Schwarz und Rot enthält. Die neue Regelung erntete auch Kritik, da das nun "kreideweisse" Gesicht des Heiligen eine eher komische als würdige Wirkung erziele; es dauerte auch einige Zeit, bis sich diese Darstellung in der Praxis durchsetzte, Mühlemann berichtet noch 1973, der Heilige erscheine noch "öfters und mit Vorteil", besonders in Kantonsfahnen, "mit naturfarbener Haut".
Die heute gängige, stark stilisierte Darstellung des Heiligen stammt ebenfalls von 1959, von dem Grafiker Ernst Keller.